# Phrixothrix pickeli
Phrixothrix pickeli är en skalbaggsart som beskrevs av Maurice Pic 1933. Phrixothrix pickeli ingår i släktet Phrixothrix och familjen Phengodidae. Inga underarter finns listade i Catalogue of Life.